# أبو عبد الله الروذباري
أَبُو عبد الله أَحْمد بن عَطاء بن أَحْمد الرُّوذَبَارِي، أحد علماء أهل السنة والجماعة ومن أعلام التصوف السني في القرن الرابع الهجري، وصفه الذهبي بأنّه: «العارف الزاهد شيخ الصوفية»، وقال عنه أبو عبد الرحمن السلمي النيسابوري: «شيخ الشَّام فِي وقته يرجع إِلَى أَحْوَال يخْتَص بهَا وأنواع من الْعُلُوم من علم الْقرَاءَات فِي الْقُرْآن وَعلم الشَّرِيعَة وَعلم الْحَقِيقَة وأخلاق وشمائل يخْتَص بهَا وتعظيم للفقر وصيانة لَهُ وملازمة لآدابه ومحبة للْفُقَرَاء وميل إِلَيْهِم ورفق بهم»، وهو ابن أخت أبي علي الروذباري. حدث عن البغوي وابن أبي داود والمحاملي. وحدّث عنه السكن بن جميع وأبوه وابن باكويه وعلي بن عياض الصوري وعدة. مَاتَ بصور فِي ذِي الْحجَّة سنة 369 هـ، وَأسْندَ الحَدِيث النبوي ورواه.

## من أقواله
- أقبح من كل قبيح صوفي شحيح.[3]
- من خرج إلى العلم يريد العلم لم ينفعه العلم ومن خرج إلى العلم يريد العمل بالعلم نفعه قليل العلم.[4]
- الْخُشُوع فِي الصَّلَاة عَلامَة فلاح الْمُصَلِّين قَالَ الله تَعَالَى ﴿قد أَفْلح الْمُؤْمِنُونَ الَّذين هم فِي صلَاتهم خاشعون﴾.[1]
- لَيْسَ كل من يصلح للمجالسة يصلح للمؤانسة وَلَيْسَ كل من يصلح للمؤانسة يؤتمن على الْأَسْرَار وَلَا يؤتمن على الْأَسْرَار إِلَّا الْأُمَنَاء فَقَط.[1]

## وصلات خارجية
- كتاب ثلاثة مجالس من أمالي أبي عبد الله الروذباري.